# 오상준 (야구 선수)
오상준(吳尙俊, 1985년 3월 17일 ~ )은 대한민국의 전 삼성 라이온즈 내야수이다.

## 출신학교
- 경북고등학교

## 등번호
- 4번 (2004년)
- 67번 (2005년)